# Mark (Andrjuk)
Mark (světským jménem: Volodymyr Ivanovyč Andrjuk; * 9. března 1988, Korytne) je ukrajinský duchovní Ukrajinské pravoslavné církve Moskevského patriarchátu, biskup boroďanský a vikář kyjevské eparchie.

## Život
Narodil se 9. března 1988 ve vesnici Korytne Černovické oblasti.
Po střední škole nastoupil na Oděský duchovní seminář a od roku 2009 pokračoval na Kyjevskou duchovní akademii. Během studia byl hypodiákonem metropolity kyjevského Onufrija (Berezovského). Od roku 2011 studoval na fakultě pedagogiky Černovické narodní univerzity, zde získal specializaci sociálního pedagoga.
Dne 25. prosince 2015 byl přijat mezi bratry Kyjevskopečerské lávry, kde byl 24. března 2016 postřižen na monacha se jménem Mark na počest svatého Marka Pečerského. Dne 10. dubna stejného roku byl rukopoložen na jerodiákona a 19. března 2017 na jeromonacha. Stal se představeným chrámu Svaté Trojice Pantelejmonovského monastýru v Kyjevě. Dne 24. března 2019 byl povýšen na archimandritu.
Dne 18. března 2020 jej Svatý synod Ukrajinské pravoslavné církve zvolil biskupem boroďanským a vikářem kyjevské eparchie. Biskupská chirotonie proběhla 22. března v Pantelejmonovském monastýru. Hlavním světitelem byl metropolita kyjevský a celé Ukrajiny Onufrij (Berezovskyj).